# Opossumfell

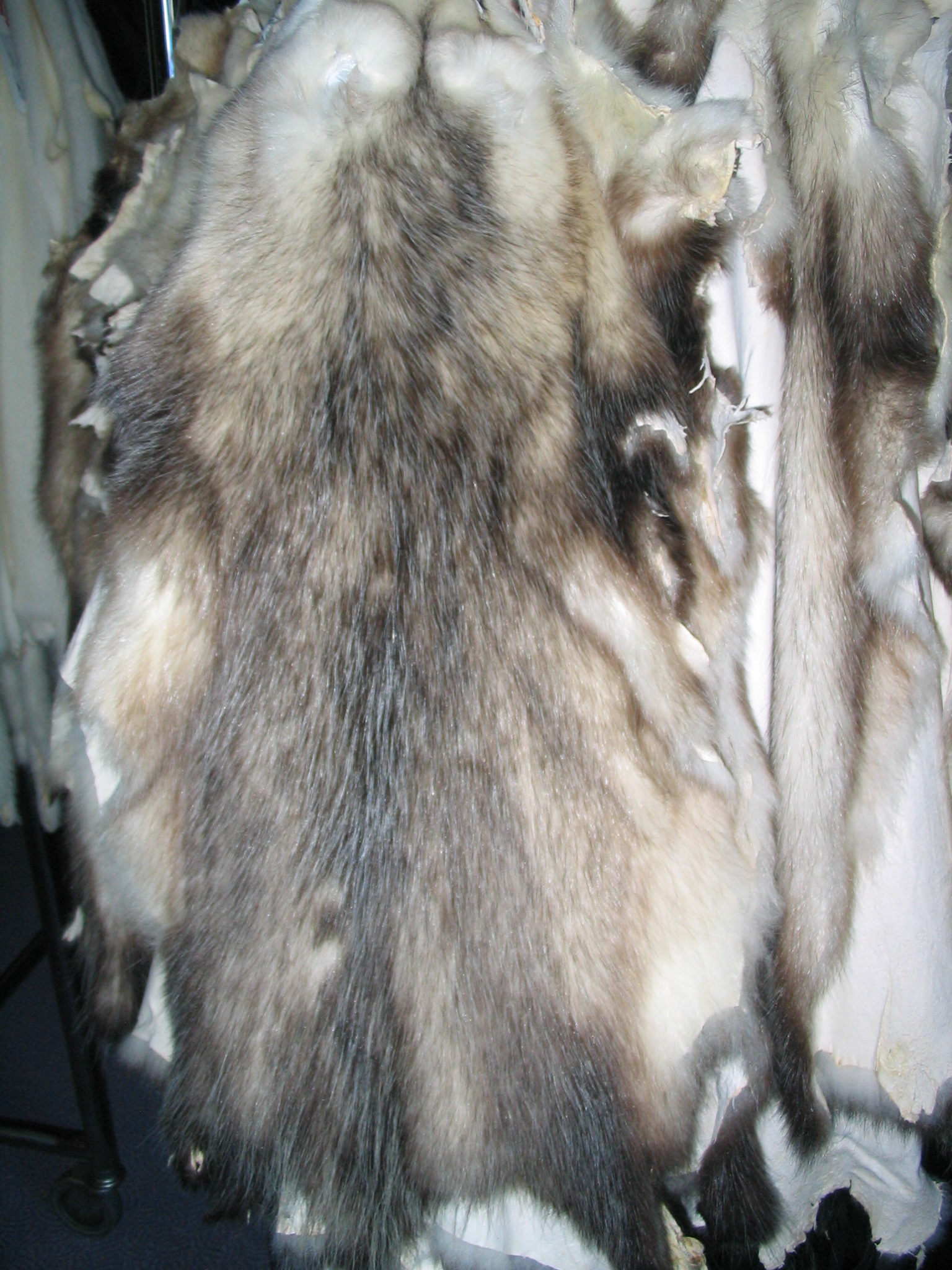
Amerikanisch Opossum, Besatzfelle

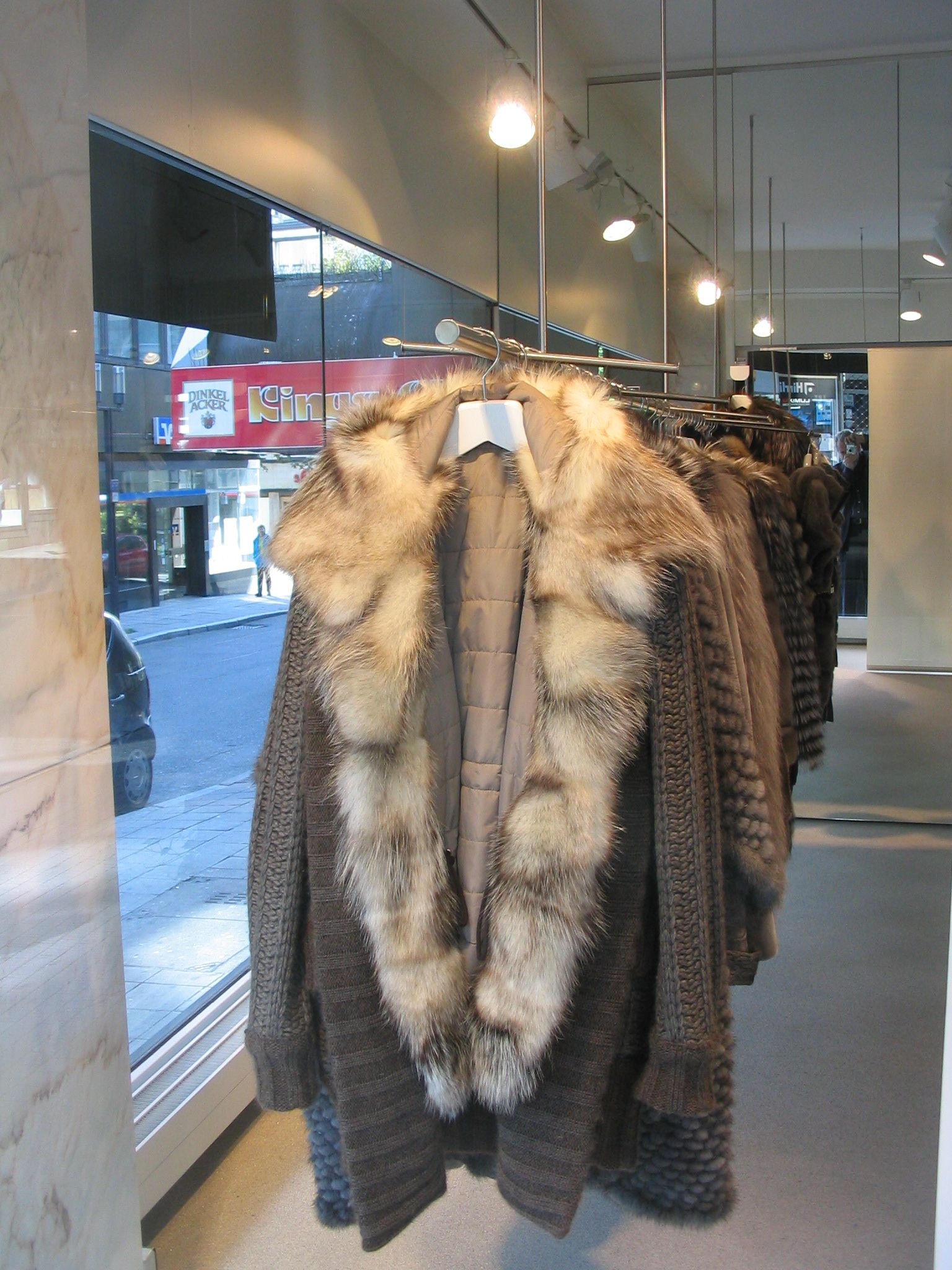
Strickjacke mit Besatz aus Amerikanisch Opossum (Stuttgart, 2012)

Das Amerikanische Opossumfell war in Zeiten der Langhaarpelzmode das für Pelzzwecke meistgenutzte Beuteltier und ein Hauptartikel der Pelzbranche, es ist in großer Anzahl vorhanden und lässt sich gut in Nachahmungen wertvollerer Fellarten veredeln.
In der Rauchwaren- beziehungsweise Pelzbranche werden weitere Fellarten aus der Familie der Beuteltiere als Opossum gehandelt: das Fell des australischen Fuchskusus beziehungsweise Possums, je nach Herkunft und Farbe als Australisches, Tasmanisches und Neuseeländisches Opossum (Possum). Umgekehrt wird im allgemeinen Sprachgebrauch in seiner Heimat das Amerikanische Opossum auch als Possum bezeichnet.
Vom Amerikanischen Opossum kommen zwei Arten für die Pelzverarbeitung infrage:
- das nordamerikanische Opossum (USA, vom Süden Kanadas bis zu den Staaten des Ostens und der Mitte; Anfang des 20. Jahrhunderts ausgesetzt in Kalifornien, Oregon und Washington; dann verbreitet bis zur Pazifikküste Kaliforniens bis zum Gebirgsrand und der kanadischen Grenze im Norden. Außerdem bewohnt es Mittelamerika bis Costa Rica).
- das südamerikanische Opossum (von Mexiko bis zum Rio Negro in Argentinien).

Weitere Namen des Fells des Nordopossums waren „Virginisches Opossum“ und „Russian Marten“, des Fells des Südopossums „Paraguayisches Opossum“ und „Casaca“.

## Geschichte
In einer Übersetzung aus dem Jahr 1581 wird die Fellnutzung des Opossums durch die amerikanischen Ureinwohner erwähnt: „in den Neuwen-Landen ... und dieweil dass dort nit sehr warm ist, so bekleiten sie sich mit Beltzwerk von einem Thier, welches sie Su nennen. So es von den Jegern gejagt, nimpt es seine jungen auff seinen rucken, deckt sie mit einem langen schwantz, fleucht also davon.“
Der englische Forscher und Siedler Captain John Smith (* 1580; † 1631) soll der erste gewesen sein, der Felle nach England schickte. Auf ihn soll auch die Schreibweise Opossum zurückgehen, nach dem indianischen Namen „apasum“. In den internationalen Pelzhandel hat das Fell trotzdem relativ spät wesentlichen Einzug gehalten, beispielsweise wird es in den Einfuhrlisten der Hudson’s Bay Company vor 1848 nicht erwähnt. Dann setzte es sich jedoch schnell durch, vor dem Ersten Weltkrieg betrug der jährliche Anfall für die Pelzwirtschaft rund eine Million Felle.
In den 1920er und 1930er Jahren trugen amerikanische Collegestudenten Kurzmäntel aus Waschbär (raccoon-coat-collegiate fashion) und aus Amerikanisch Opossum als Statussymbol. Als Automobilistenmantel und als Gehpelzbesatz machte Opossum in der Herrenkleidung schon zuvor dem Waschbären Konkurrenz. In dieser Zeit war Opossum als Besatz auf Textilbekleidung stark in Mode, oft gefärbt. Ursprünglich nur naturfarben, braun oder schwarz gefärbt erwies es sich in der Strichbleichtechnik als ideale Grundlage für Imitationen von Steinmarder, Baummarder, Zobel und Rotfuchs. Durch entsprechende Vorbehandlung, Abdeckung der Haarspitzen mit einer Wachs-Paraffin-Kombination, und Grotzierung (Verstärkung der Farbe der Fellmitte) wurden sie dem Silberfuchsfell täuschend ähnlich. In Europa waren besonders Imitationen des Skunksfells gefragt. Die nur gebleichten, gelbrötlich schimmernden Felle nannte man Sonnenbrandopossum, eine Mode, die allerdings „kaum über eine Saison“ anhielt. Geschoren dienten die Felle auch einmal als Biberimitation, sie waren, wie auch die braun gefärbten, geschorenen Kaninfelle, unter dem Namen „Biberette“ im Handel. Als „Marder-Opossum“ wurden Felle mit überwiegend kurzen, weichen und schwarzen Grannen bezeichnet (nicht zu verwechseln mit „marderfarbig gefärbten Opossum“).
Die Zucht von Opossums wird gelegentlich erwähnt, speziell auch als Versuchstier, scheint aber für Pelzzwecke keine wesentliche Rolle gespielt zu haben. Der hohen Vermehrungsrate bei einem entsprechend hohen Fellpreis stehen jedoch höhere Ernährungskosten der Allesfresser entgegen im Vergleich beispielsweise zum Hauskaninchen.

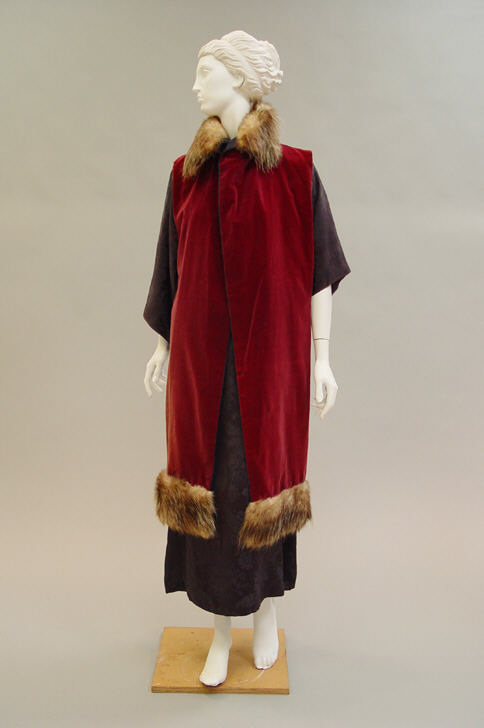
Mit Opossum besetztes Chasuble (Paul Poiret, 1912, Metropolitan Museum of Art)
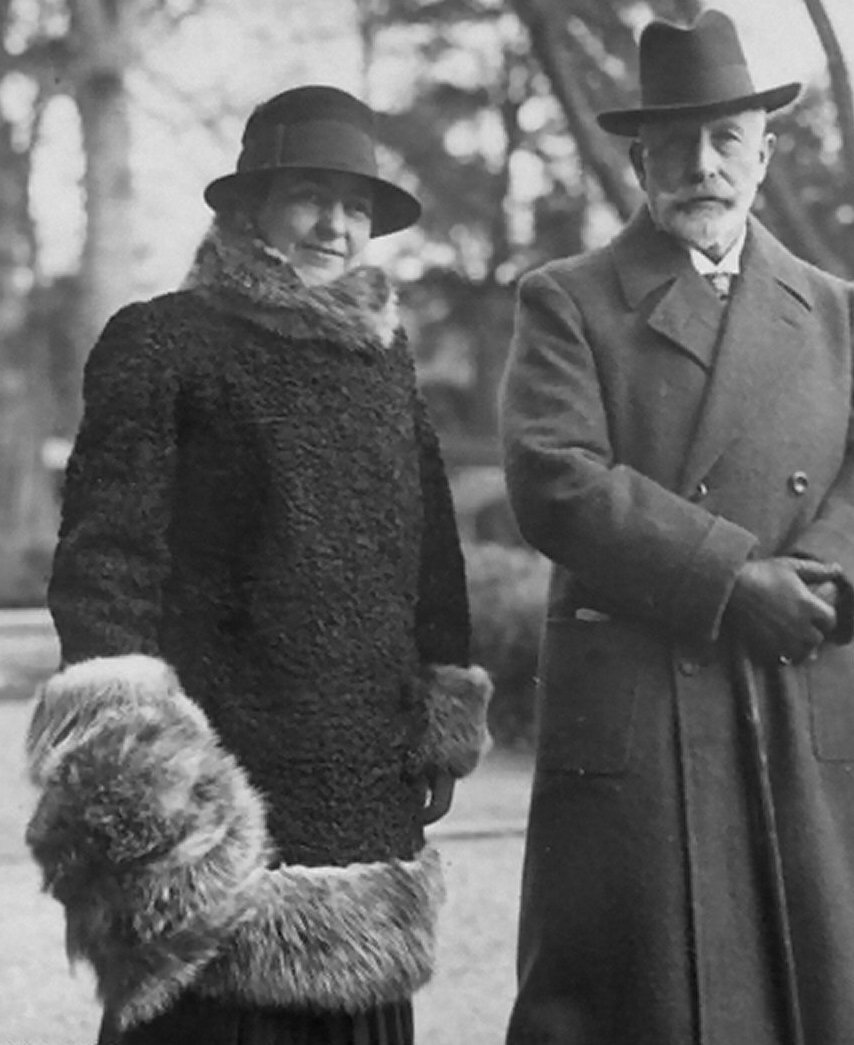
Kaiser Wilhelm II. und Ehefrau Hermine im Persianermantel mit Opossumverbrämung und -muff (1931)
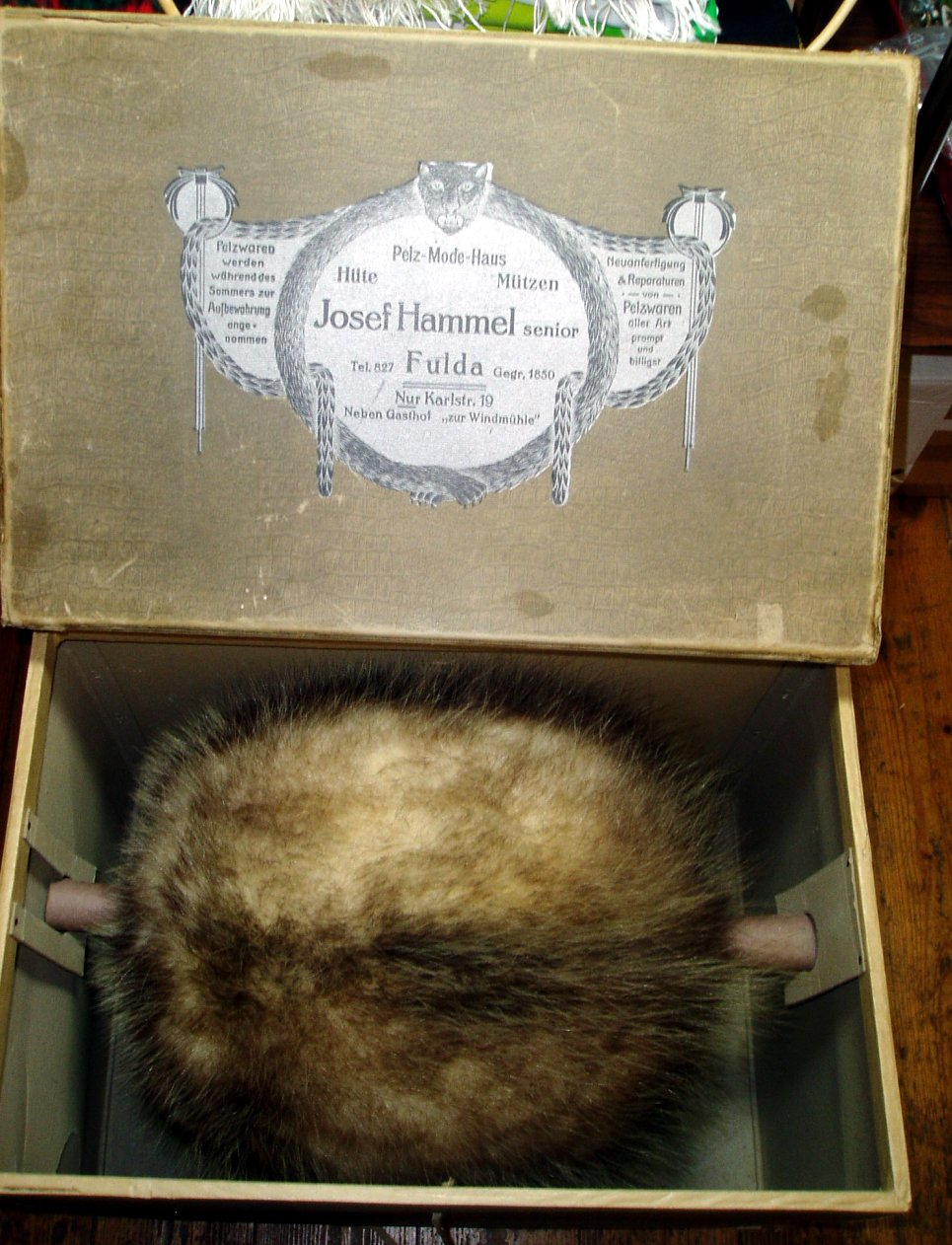
Alter Muff aus Amerikanisch Opossum in Muffschachtel (Fulda, 1. Drittel 20. Jh.)
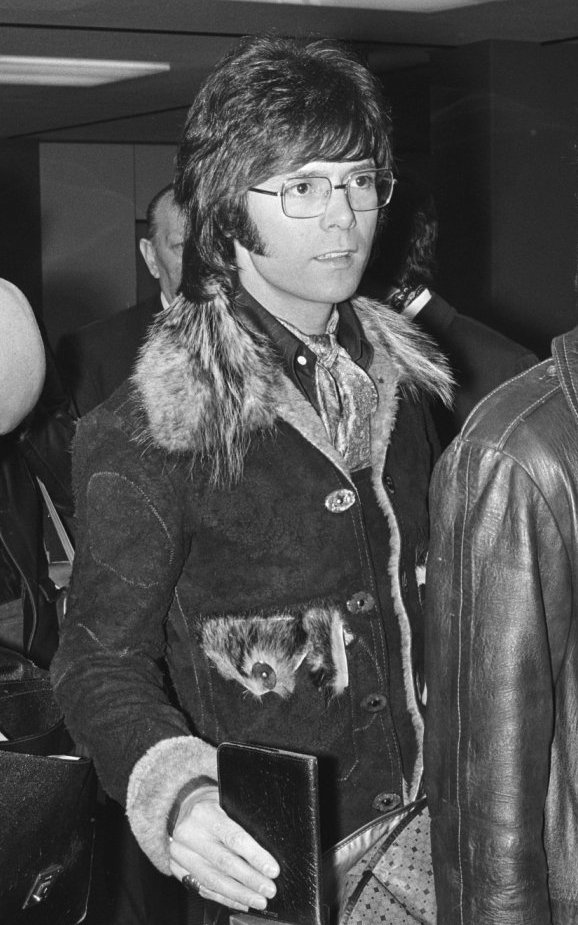
Popsänger Cliff Richard mit opossumbesetzter Lammjacke (1971)

## Merkmale
|                 | Nordopossum | Südopossum |
| --------------- | --- | --- |
| Gemeinsamkeiten | Beide Arten sind gelblich-weiß in heller bis dunkler Schattierung gefärbt, gelegentlich marderfarbig mit weißem Grund (südamerikanische Arten sind teils dunkler bis fast schwarz). Der Scheitel ist dunkel, die Fellseiten sind gelbbraun bis gelblichweiß, die Kehle gelblichweiß. Die Füße sind schwarz; der Schwanz ist nur an der Wurzel etwas behaart. | Beide Arten sind gelblich-weiß in heller bis dunkler Schattierung gefärbt, gelegentlich marderfarbig mit weißem Grund (südamerikanische Arten sind teils dunkler bis fast schwarz). Der Scheitel ist dunkel, die Fellseiten sind gelbbraun bis gelblichweiß, die Kehle gelblichweiß. Die Füße sind schwarz; der Schwanz ist nur an der Wurzel etwas behaart. |
| Unterschiede    | Kopf fast einfarbig hell, weißlich bis gelblich gefärbt. Das helle, weiß bis gelbe Schwanzende umfasst immer mehr als die Hälfte der gesamten Schwanzlänge. | Schwärzlicher bis bräunlicher Streifen von der Nase bis über das Auge bis zum Ohr; Stirn und Scheitel zwischen den Ohren sind dunkel. Das weiße Schwanzende umfasst weniger als die Hälfte der gesamten Schwanzlänge. |
| Größen          | Körper ca. 25 Zentimeter, Schwanz ca. 33 Zentimeter. | Körper ca. 40 Zentimeter, Schwanz ca. 30 Zentimeter. |

Das sehr lange Haar ist seidig bis fein, grob bis hart. Im Gegensatz zu dem dichten, weichen und wolligen Haar des australischen Possums ist es wenig dicht (schütter); die Unterwolle schimmert oft weißlich vor. Das Oberhaar ist 4 bis 5 Zentimeter lang, die Unterwolle 2 bis 3 Zentimeter. Die meisten Haare sind im untersten Bereich weiß und im Spitzenbereich schwarz, die Leithaare, insbesondere bei Fellen älterer Tiere, durchgehend weiß. Das Oberhaar weist eine Besonderheit auf. Bereits beim lebenden Tier neigen die Haarspitzen der Grannen dazu, sich in einer Länge von etwa 2 bis 5 Millimeter gabelartig zu spalten.
- Die deutsche Pelzfachliteratur ist sich mit der Aussage des wichtigsten Rauchwarenfachbuchs recht einig, „das Fell ist nicht sehr dauerhaft, die Haare brechen leicht“.[12] Der Haltbarkeitskoeffizient für Amerikanisches Opossumfell wird mit 30 bis 40 Prozent angegeben.[Anmerkung 1][15] Ein amerikanisches Fachbuch, immerhin aus der Heimat des Opossums, kommt jedoch zu einer wesentlich anderen Einschätzung. Es nennt mit 70 bis 80 Prozent, verglichen mit der haltbarsten Fellart, eine bessere, ja gute Strapazierfähigkeit.[9] Bei einer Einteilung der Pelzarten in die Haar-Feinheitsklassen seidig, fein, mittelfein, gröber und hart wird das Haar des Amerikanischen Opossums als mittelfein eingestuft.[16]

## Handel

### Herkommen

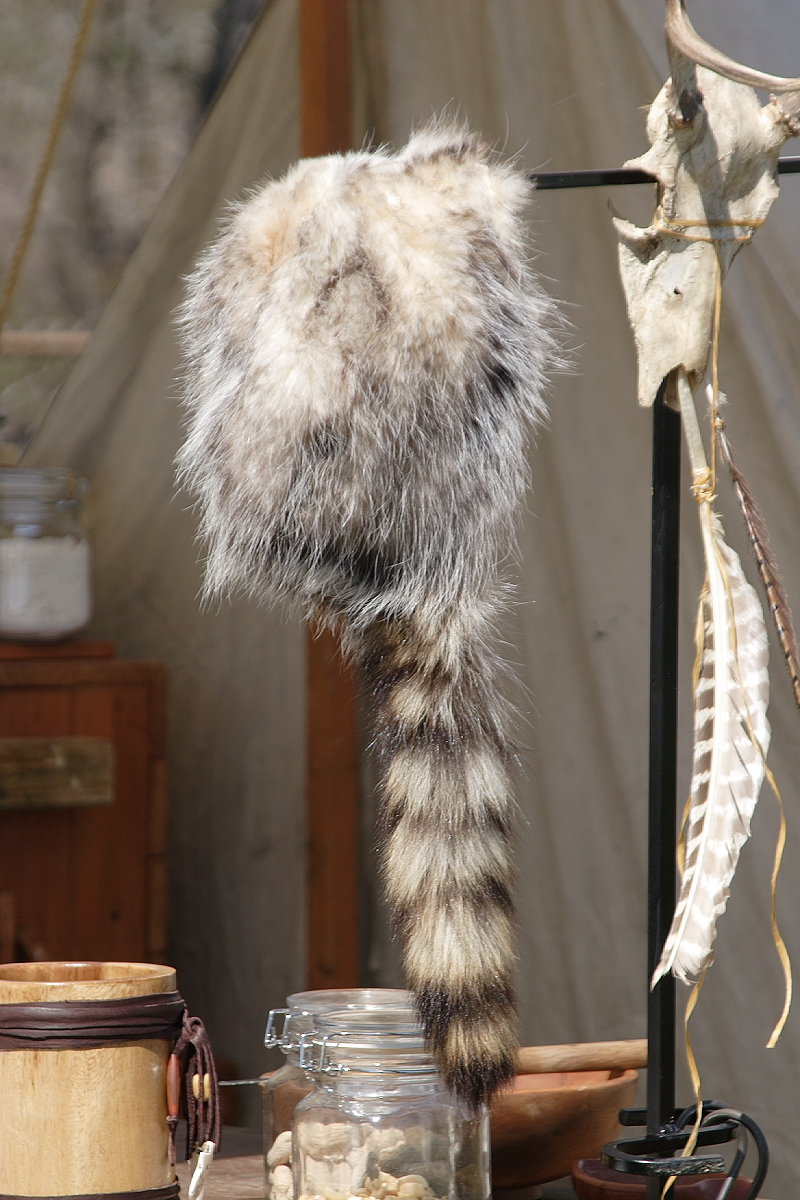
Trappermütze aus Opossumfell mit Waschbärschweif (2006)

1. Nordamerika
| Größenvergleich bei Amerikanischen Opossumfellen | Größenvergleich bei Amerikanischen Opossumfellen | Größenvergleich bei Amerikanischen Opossumfellen | Größenvergleich bei Amerikanischen Opossumfellen | Größenvergleich bei Amerikanischen Opossumfellen | Größenvergleich bei Amerikanischen Opossumfellen |
| Sektion                                          | Größen (in amerikanischen Inch)                  | Größen (in amerikanischen Inch)                  | Größen (in amerikanischen Inch)                  | Größen (in amerikanischen Inch)                  | Beschaffenheit                                   |
| ------------------------------------------------ | ------------------------------------------------ | ------------------------------------------------ | ------------------------------------------------ | ------------------------------------------------ | ------------------------------------------------ |
|                                                  | XL                                               | L                                                | M                                                | S                                                |                                                  |
| Northern                                         | 42                                               | 35                                               | 29                                               | 26                                               | vollhaarig                                       |
| Central                                          | 38                                               | 32                                               | 26                                               | 23                                               | wollig                                           |
| Western                                          | 36                                               | 32                                               | 26                                               | 23                                               | spärlich behaart                                 |
| Southwestern                                     | 36                                               | 32                                               | 26                                               | 23                                               | kraus („hairy“)                                  |
| Southern                                         | 35                                               | 30                                               | 26                                               | 23                                               | kraus („hairy“)                                  |

Das Fell ist erst im Spätwinter voll entwickelt und ist deshalb im Dezember noch sehr dünn. Die beste Qualität hat es Mitte Januar, wohingegen Anfang Februar bereits die Übergangszeit einsetzt. Diese Felle gelten dann schon als „Nachfall“ oder „Springs“. Der Haarwechsel verläuft beim Nordopossum allmählich, er beginnt am Kopf und führt kaum zu sichtbaren Veränderungen; beim Südopossum ist es vermutlich ähnlich.
Da das Haar sehr wellig ist, verfilzt es am Haargrund und bildet so eine dichte und wasserundurchlässige Schicht. Sowohl die Wollhaare als auch der untere und mittlere Teil der Grannen sind stark wellig. Die Felle nördlicher Gegenden sind besonders seidig und fein, südliche sind gröber (drahtig).

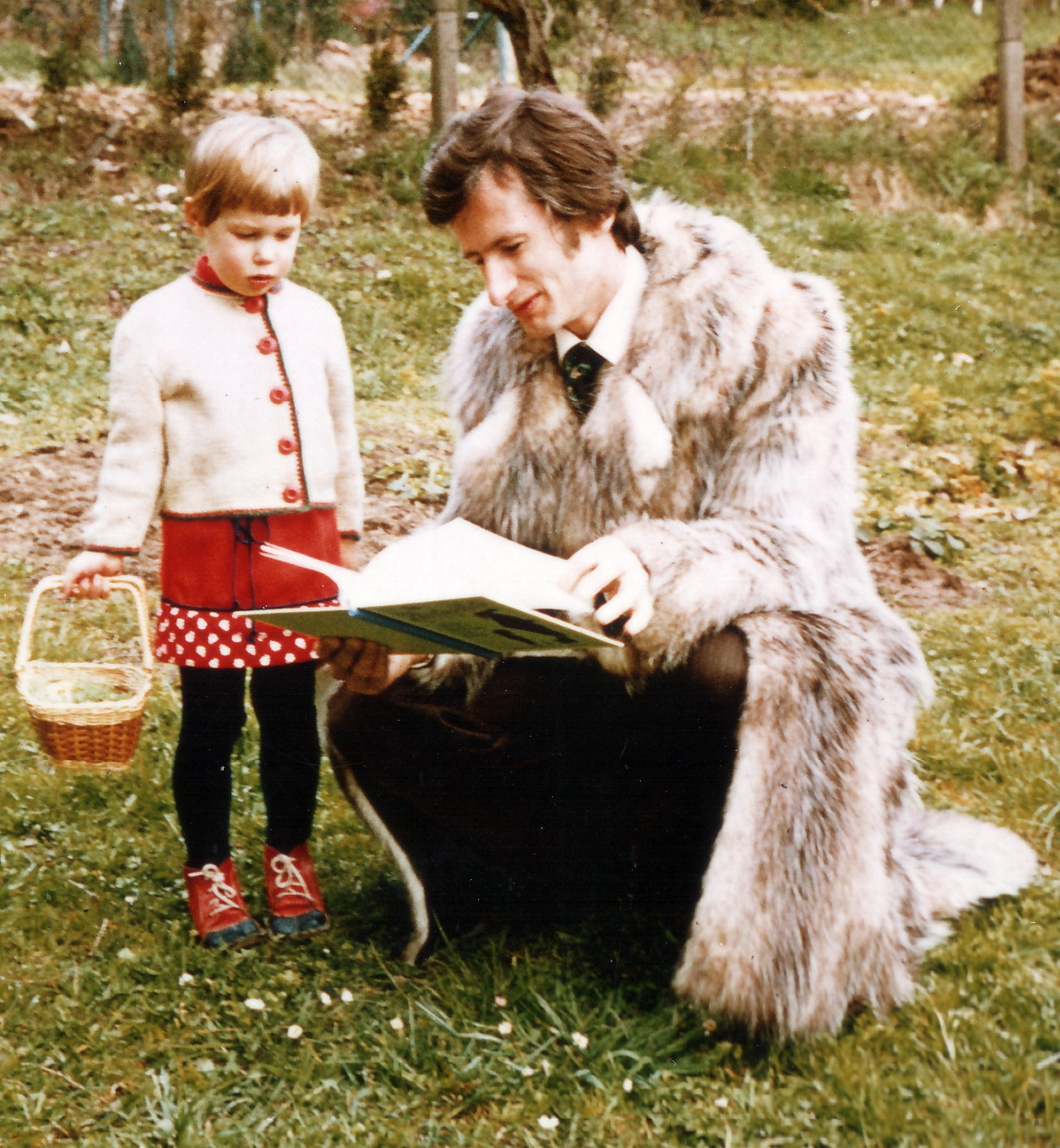
Opossum-Herrenmantel (1977)

- Northern (North-Missouri, Ohio, Illinois, Indiana)

Sehr groß, seidig; silbrig und hell, Unterwolle weiß.
- Centrals (Missouri, Arkansas)

Groß; seidig, etwas wolliger und dichteres Haar bei geringerer Grannendichte als Northern, aber ähnlicher Gesamteindruck; mittelfarbig, Unterwolle weiß. Die Arkansas sind als leichte Centrals im Handel.
- Western (Kansas, Nebraska, Kalifornien)

Groß, gröber; gelbliche Grannen, häufig korkenzieherartig gewellt, nach dem Färben weniger glänzend als andere. Flacheres Haar und dünnere Unterwolle. Größerer Anfall von Marder-Opossums.
- Eastern (Pennsylvania, New York State)

Groß, besonders seidig; silbrig und hell, Unterwolle weiß; beste Ware.
- Southern (Texas, Louisiana)

Klein, grob; Unterwolle licht; dunkelfarbig.
- Southwestern (Arkansas, Oklahoma)

Groß, grob und „hohl“ (lichte Unterwolle); mittel- bis dunkelfarbig; kurzes, weiches Haar.
- Rohsortiment

Extra large, large, medium, small - Die Originalpartien enthalten im Allgemeinen 40 Prozent medium, small.
I, II, III, IV - Die Sorten III und IV werden meist schon auf dem Rohfellmarkt in St. Louis aussortiert und als irreguläre Sorten behandelt. Die Originalpartien enthalten im Allgemeinen 60 Prozent extra large, large. St. Louis, im Zentrum des Hauptanfalls, war der wesentliche Sammelplatz der Felle, als Referenz erhielten die Sortimente häufig Herkunftsbezeichnungen wie St. Louis Northern usw.
Die Rohfellanlieferung erfolgt meist in Beutelform (rund abgezogen, am Kopf offen), mit dem Haar nach innen.
2. Mittelamerika
Verkümmerter Haarwuchs; für Pelzzwecke weniger geeignet.
3. Südamerika
Die meisten kommen aus Südbrasilien, Uruguay, dem nördlichen und mittleren Argentinien.
In den Originalpartien sind meist 3 bis 4 Prozent marderfarbige Felle. Auf den Londoner Auktionen wurden sie häufig in besonderen Losen gehandelt. Das Haar ist weicher, überhaupt anders als bei den sonstigen Sorten.
Den Rohfellen haftet oft eine so starke Fettschicht an, dass sich die Felle bei zu dichter Lagerung erhitzen. Die für den längeren Überseetransport bestimmten Felle werden deshalb vorher abgeschabt. Sie werden dann als rabatzt (scraped) gehandelt, im Gegensatz zu unrabatzt (unscraped).
Man unterscheidet im Fellhandel zwei südamerikanische Opossumsorten, wobei die im Fell opossumähnliche Dickschwanzbeutelratte (Lutreolina) zoologisch nicht zu den Opossums gehört:
- a) Südbrasilien, Uruguay, Entre Ríos, Córdoba: Groß, recht gute Qualitäten, beste Gegenden.
- b) Vorkommen Paraná Delta, Montevideo. Klein bis mittelgroß (zoologisch Dickschwanzbeutelratten, lokal Comadrejas colorados).

Beide Sorten sind sowohl im Oberhaar wie auch in der Unterwolle dunkler als nordamerikanisches Opossum. Marderfarbige Felle fallen hier prozentual mehr an. Der qualitative Unterschied zwischen den beiden südamerikanischen Arten ist so erheblich, dass die Felle der beiden Herkommen nicht ineinander sortiert werden können. Für den Preis hat die Farbe keine große Bedeutung, je nach Nachfrage waren mal die naturgrauen Felle etwas teurer, ein andermal die naturschwarzen.
Außerdem werden unterschieden: Unpelo, einfarbig braune Felle ohne schwarz-weiße Grannenhaare; Doblepelo mit schwarz-weißen Grannen. Die Originalpartien bestehen aus 80 Prozent bester Sorte (Prima) und 20 Prozent zweiter Qualität (Sekunda).
Die Felle werden rund abgezogen angeliefert, mit dem Haar nach innen. Ein Scrapen der bei den südamerikanischen Fellen geringeren Fettschicht ist nicht nötig.
Nur etwa 5 bis 10 Prozent der angelieferten Felle haben ein so dichtes Grannenhaar, dass sie sich als Besatzmaterial eignen. Die übrigen Felle haben keine gleichmäßige Haarhöhe und die Grannen stehen häufig büschelig und sind so spärlich, dass die Felle „hungrig“ aussehen. Gute Felle eignen sich besonders zum Färben. Zwischen der weißen, nur mäßig dichten Unterwolle und den mehr oder weniger überstehenden silbrigen Grannen liegt eine dunkelbraune Haarschicht, die so genannte Zwischendecke, die dem Fell das charakteristische Aussehen gibt. Zu den Fellseiten hin wird die Felldecke schütter und rötlich braun. Neben der guten Rauche werden besonders die Felle geschätzt, bei denen die Grannen nur wenig über die dunkle Zone herausgehen, was eine schleierartige Wirkung ergibt.

## Verarbeitung

Pelzhalbfabrikate (Tafeln) aus Opossum
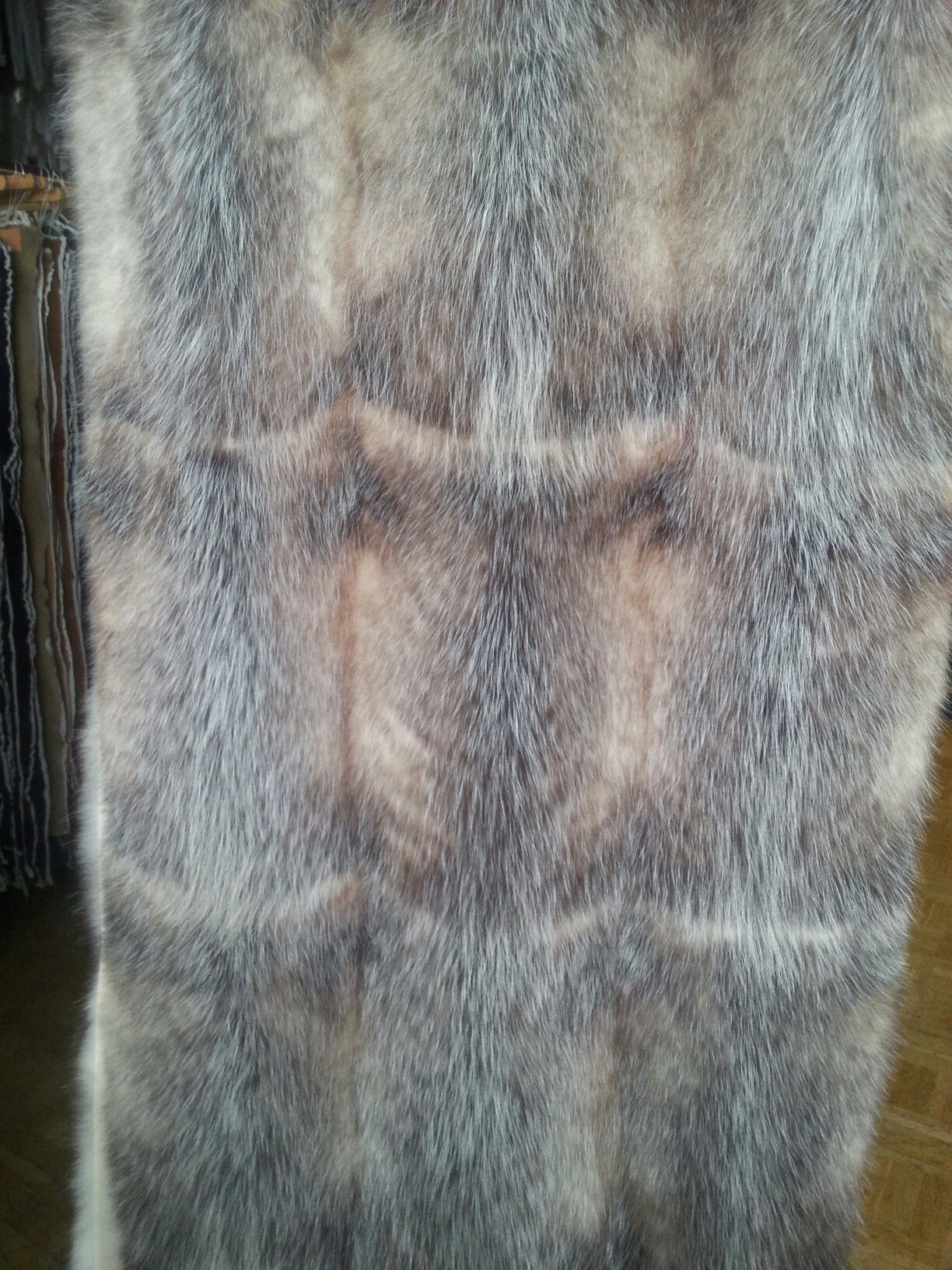
naturbelassen
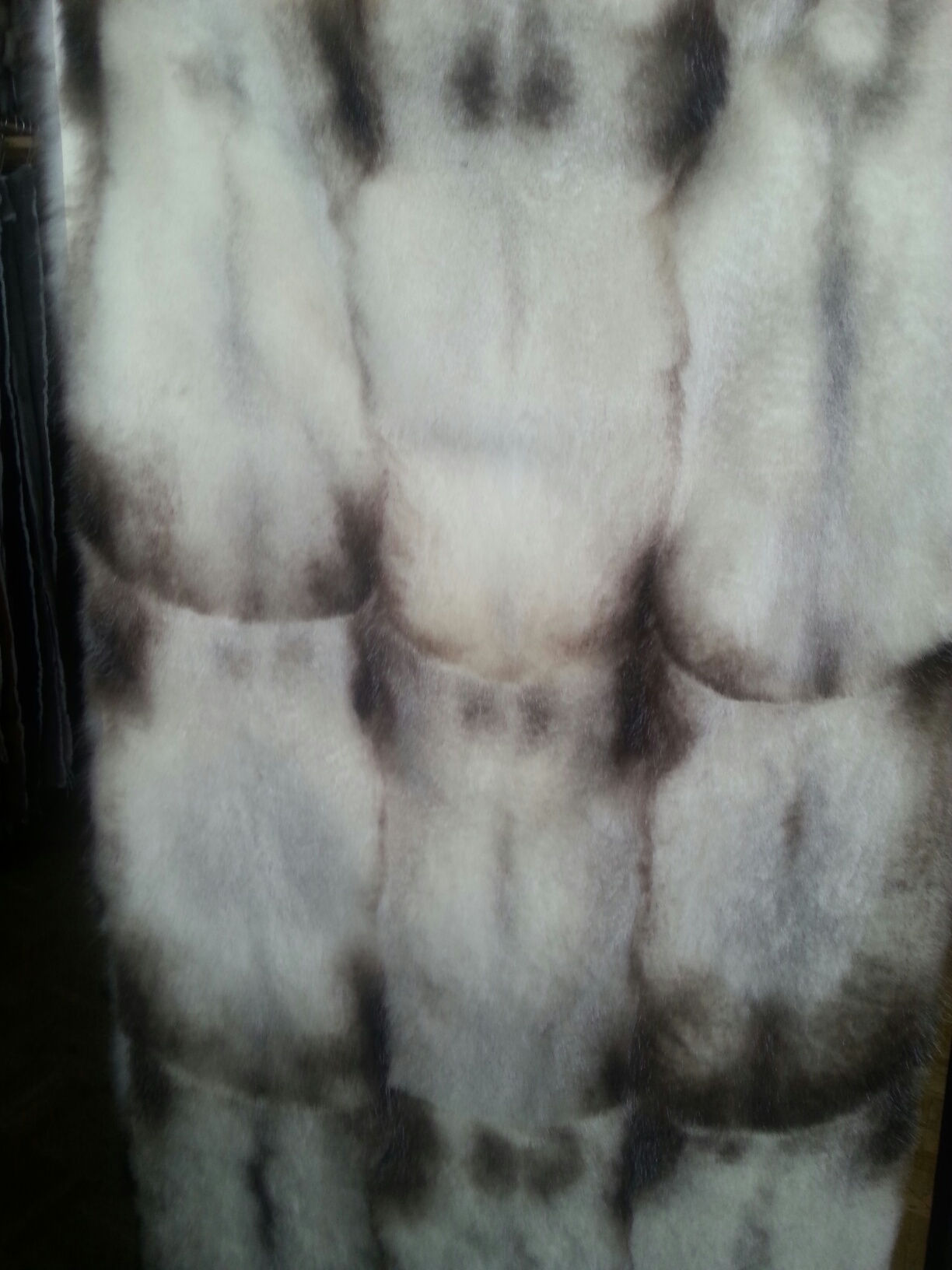
geschoren
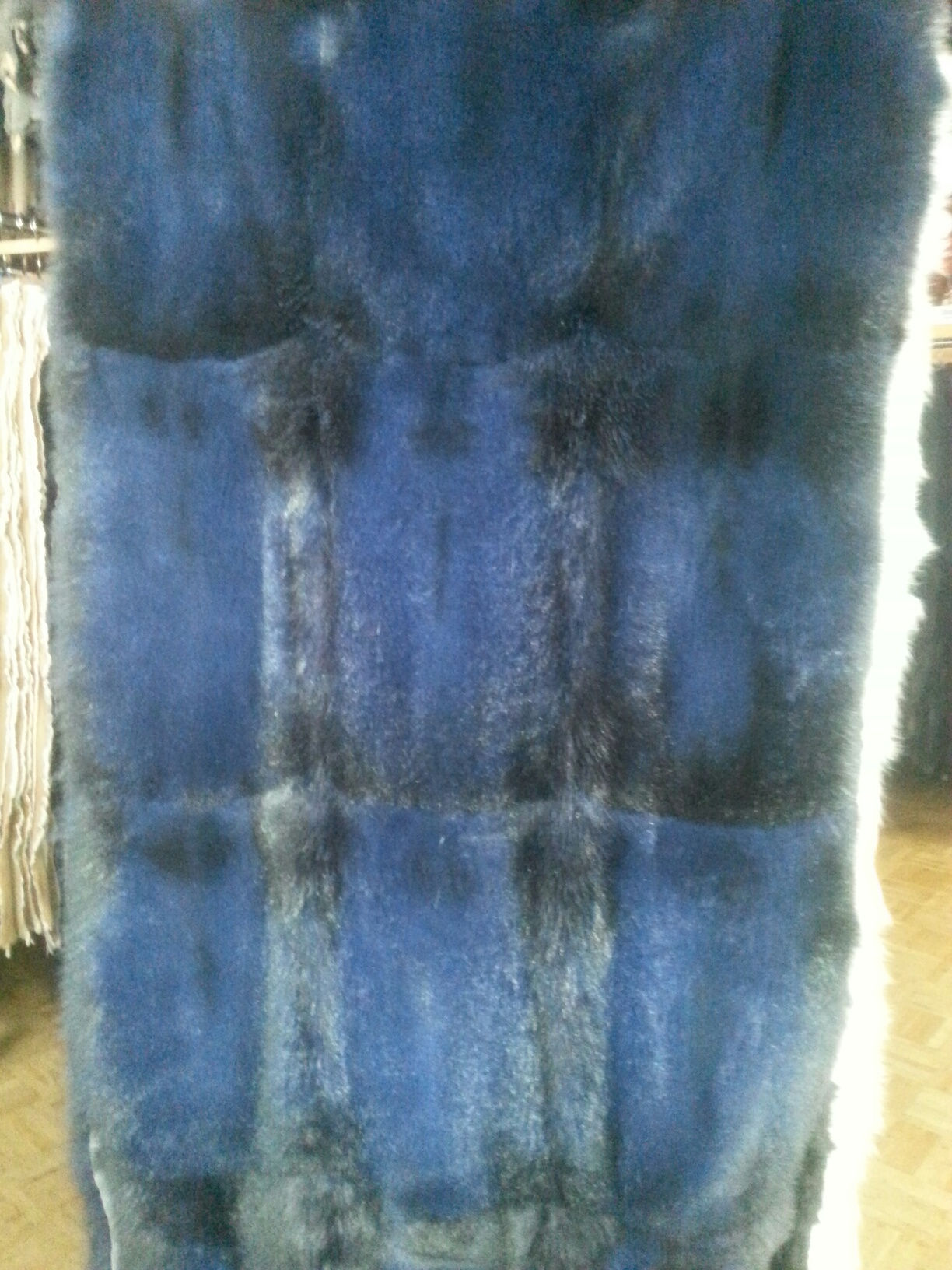
geschoren und blau gefärbt

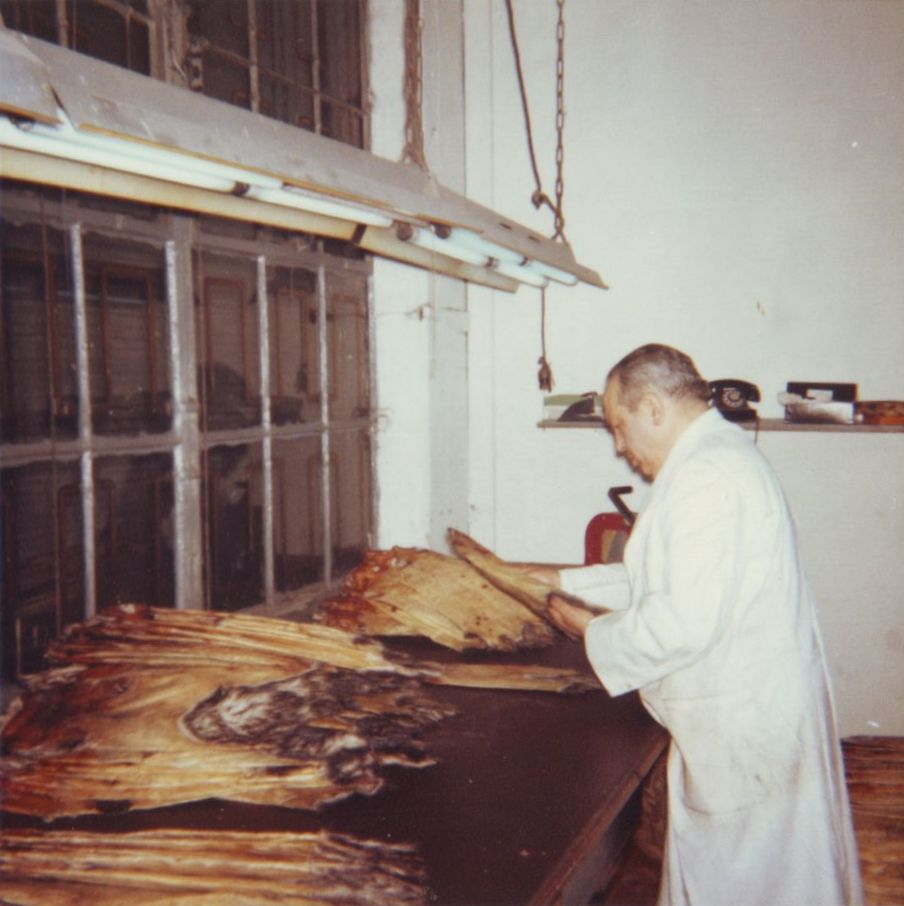
Begutachtung der Rohfelle am Frankfurter Pelzhandelszentrum (1960)

Überwiegend werden die Felle in ihrer natürlichen Farbe verwendet, aber auch gefärbt als Imitation anderer Fellarten oder in die jeweiligen, von der Textilbranche vorgegebenen, Modefarben. Färbungen waren neben anderen skunks-, steinmarder-, baummarder-, zobel-, iltis-, virginischiltis-, blaufuchs-, silberfuchsfarben und slate (schieferfarbig).
Gute Qualitäten werden zu Besätzen und anderen Kleinteilen verarbeitet. Die übrige Ware dient für Pelzinnenfutter, aber auch für sportliche Jacken, Westen und anderes, bei entsprechender Mode auch für legere Mäntel, sowie für Felldecken. Zur Zeit der Langhaarmode für Pelzmäntel und Jacken wurden, wie viele Fellarten, auch Opossumfelle in erheblichem Umfang ausgelassen verarbeitet. Das Fell wird dafür in sehr schmale Streifen zerlegt, die in der Länge des Bekleidungsstücks neu zusammengenäht werden. Aus jedem Fell wird ein Streifen in der Länge des Mantels oder einer Jacke, auch des Ärmels, der Pelzstola usw. Die Fellverarbeitung entspricht neben anderem weitgehend dem des Waschbärfells und des Fuchsfells.
Am Nacken sind die Felle sehr rau und häufig wirbelig und bedürfen deshalb einer entsprechenden Bearbeitung.
Wie bei fast allen Fellarten werden auch vom Opossum die bei der Verarbeitung abfallenden Fellteile verwendet, aus den Fellresten werden von auf die Resteverarbeitung spezialisierten Pelznähern Stückentafeln gefertigt. Diese Halbfertigprodukte werden anschließend weiterverarbeitet, bevorzugt zu Innenfuttern. Der Hauptort für die Verwertung der in Europa anfallenden Fellstücken ist Kastoria in Griechenland sowie der in der Nähe liegende kleinere Ort Siatista.

## Zahlen, Fakten
Detaillierte Handelszahlen über nordamerikanische Rauchwaren finden sich bei
Emil Brass: Aus dem Reiche der Pelze. 1. Auflage, Verlag der „Neuen Pelzwaren-Zeitung und Kürschner-Zeitung“, Berlin 1911
Emil Brass: Aus dem Reiche der Pelze. 2. verbesserte Auflage, Verlag der „Neuen Pelzwaren-Zeitung und Kürschner-Zeitung“, Berlin 1925
Emil Brass: Aus dem Reiche der Pelze (1911) (Digitalisat – Internet Archive)
Milan Novak u. a., Ministry of Natural Resources: Wild furbearer management and conservation in North America.  Ontario 1987 (engl.). ISBN 0-7778-6086-4
Milan Novak u. a., Ministry of Natural Resources: Furbearer Harvests in North America, 1600-1984, Anhang zu vorstehendem Wild furbearer management and conservation in North America.  Ontario 1987 (engl.). ISBN 0-7729-3564-5
- 1929 gehörte Opossum zu den vier wichtigsten Pelzarten der USA, neben Bisam, Skunks und Waschbär.[18]

Ein Kürschnersortiment notierte am Leipziger Rauchwarenmarkt, dem Brühl, per Fell:
naturell prima 6,- bis 10,- Mark
mardergefärbt 11,- bis 16,- Mark.
- 1931 kostete ein Skunksmantel durchschnittlich 250 Mark, ein Mantel aus skunksgefärbten Opossum 125 Mark.[19] Anmerkung: Diese Aussage ist, bei einem angenommenen Opossum-Fellverbrauch von 20 bis 30 Fellen für einen Mantel, kaum mit dem für die Saison von 1928/29 genannten Fellpreis von 11 bis 16 Mark in Übereinstimmung zu bringen.
- Vor 1944 betrug der Höchstpreis für Opossumfelle:

I. Sorte 9,- RM; II. Sorte 6,50 RM; III. Sorte 4,- RM.
- 1947 führten die USA folgende Mengen an Rohfellen aus: 786.262 nach England, 300.571 nach Frankreich, 111.413 nach Italien und 241.734 nach anderen Staaten.[17]
- In den Saisons 1961/62 und 1962/63 betrug die offizielle Jagdausbeute von Opossum in den USA 292.628 beziehungsweise 274.628 Felle.[4]
- 1988 lag der Anfall nordamerikanischer Opossumfelle bei jährlich über einer Million; für Südamerika lagen keine Zahlen vor, der Anfall wurde „mit einiger Wahrscheinlichkeit niedriger“ geschätzt.[12]

## Anmerkung
1. ↑  Die angegebenen vergleichenden Werte (Koeffizienten) sind das Ergebnis vergleichender Prüfung durch Kürschner und Rauchwarenhändler in Bezug auf den Grad der offenbaren Abnutzung. Die Zahlen sind nicht eindeutig, zu den subjektiven Beobachtungen der Haltbarkeit in der Praxis  kommen in jedem Einzelfall Beeinflussungen durch Pelzzurichtung und Pelzveredlung sowie zahlreiche weitere Faktoren hinzu. Eine genauere Angabe könnte nur auf wissenschaftlicher Grundlage ermittelt werden. Die Einteilung erfolgte in Stufen von jeweils 10 Prozent. Die nach praktischer Erfahrung haltbarsten Fellarten wurden auf 100 Prozent gesetzt.

## Belege
1. 1 2 3  
Heinrich Dathe, Paul Schöps, unter Mitarbeit von 11 Fachwissenschaftlern: Pelztieratlas. VEB Gustav Fischer Verlag Jena, 1986, S. 60–62.
2. ↑  Fritz Schmidt: Das Buch von den Pelzen und Pelztieren.  S. 46–47. Primärquelle ein von Forer 1581 verdeutschter Text.
3. ↑  Max Bachrach: Selling Furs Successfully. Prentice Hall, New York 1938; S. 64 (engl.).
4. 1 2  
Fritz Schmidt: Das Buch von den Pelztieren und Pelzen. F. C. Mayer Verlag, München 1970, S. 45–49.
5. 1 2 3 4 5 6  
Max Bachrach: Fur. A Practical Treatise. Verlag Prentice-Hall, Inc., New York 1936. S.  (engl.) S. 306, 440–446.
6. ↑  Anna Municchi: Ladies in Furs 1900-1940. Zanfi Editori, Modena 1992, S. 53–57 (engl.) ISBN 88-85168-86-8
7. ↑  Anton Ginzel: Amerikanisch Opossum – ein Blick in die Vergangenheit. In: Pelz-International, Heft 9, Rhenania-Fachverlag, Koblenz September 1986, S. 16
8. ↑  Alexander Tuma jun: Die Praxis des Kürschners. Verlag von Julius Springer, Wien 1928, S. 171.
9. 1 2  David G. Kaplan: World of Furs. Fairchield Publications. Inc., New York 1974, S. 184–185 (englisch).
10. ↑  Philipp Manes: Die deutsche Pelzindustrie und ihre Verbände 1900-1940, Versuch einer Geschichte. Berlin 1941 Band 4. Durchschrift des Originalmanuskripts, S. 398–399 (→ Inhaltsverzeichnis).
11. 1 2  Friedrich Lorenz: Rauchwarenkunde, 4. Auflage. Verlag  Volk und Wissen, Berlin 1958, S. 31.
12. 1 2 3 4 5  
Christian Franke/Johanna Kroll: Jury Fränkel´s Rauchwaren-Handbuch 1988/89. 10. überarbeitete und ergänzte Neuauflage, Rifra-Verlag Murrhardt, S. 235–238.
13. 1 2  Paul Schöps. u. a.: Das Opossum. In: Das Pelzgewerbe Nr. 5, 1966, Hermelin-Verlag Dr. Paul Schöps, Berlin u. a., S. 207–214.
14. ↑  Max Bachrach: Fur. A Practical Treatise. Verlag Prentice-Hall, Inc., New York 1949 (6. Auflage). S. 429 (englisch).
15. ↑  Paul Schöps; H. Brauckhoff, Stuttgart; K. Häse, Leipzig, Richard König, Frankfurt/Main; W. Straube-Daiber, Stuttgart: Die Haltbarkeitskoeffizienten der Pelzfelle. In: Das Pelzgewerbe, Jahrgang XV, Neue Folge, 1964, Nr. 2, Hermelin Verlag Dr. Paul Schöps, Berlin, Frankfurt/Main, Leipzig, Wien, S. 56–58.
16. ↑  Paul Schöps, Kurt Häse: Die Feinheit der Behaarung - Die Feinheits-Klassen. In: Das Pelzgewerbe Jg. VI / Neue Folge, 1955 Nr. 2, Hermelin-Verlag Dr. Paul Schöps, Leipzig, Berlin, Frankfurt am Main, S. 39–40 (Anmerkung: fein (teils seidig); mittelfein (teils fein); gröber (mittelfein bis grob)).
17. 1 2 3  
Alexander Tuma: Pelz-Lexikon. Pelz- und Rauhwarenkunde. XX. Band. Verlag Alexander Tuma, Wien 1950. Stichwort „Opossum, amerik.“.
18. 1 2  
Kurt Nestler: Rauchwaren- und Pelzhandel. Max Jänecke Verlagsbuchhandlung, Leipzig 1929, S. 69, 106.
19. ↑  Otto Feistle: Rauchwarenmarkt und Rauchwarenhandel. Verlag W. Kohlhammer, Stuttgart 1931, S. 28. Inhaltsverzeichnis.
20. ↑  Friedrich Malm, August Dietzsch: Die Kunst des Kürschners. Fachbuchverlag Leipzig 1951, S. 51.